# Luis I de Wurtemberg
Luis I de Wurtemberg (c. 1119-1158) fue conde de Wurtemberg desde 1143 hasta 1158.
Luis I era hijo de Conrado II de Wurtemberg y de su esposa Hadelwig. Junto con su hermano Emico aparece entre 1134-1154 y 1139-1154, respectivamente, en la corte del rey Conrado III y el emperador Federico I Barbarroja.
Luis I es el primero de la familia de Wurtemberg, del que se hace referencia documentada de forma fiable como conde, y con ello también el primero de la dinastía que sin duda tuvo un condado. Fue probablemente Vogt de los Canónigos del Santo sepulcro en el Monasterio de Denkendorf.
| Predecesor: Conrado II | Conde de Wurtemberg 1143-1158 | Sucesor: Luis II |

## Literatura
- Dieter Mertens en: Sönke Lorenz, Dieter Mertens, Volker Press (Hrsg.): Das Haus Württemberg. Ein biographisches Lexikon. Kohlhammer, Stuttgart 1997, ISBN 3-17-013605-4, S. 10